# نواز خضر
نواز خضر (انگلیسی: Nawaz Khizar؛ زادهٔ ۲۰ سپتامبر ۱۹۴۲) ورزشکار هاکی روی چمن اهل پاکستان است.
وی در مسابقات کشوری و بین‌المللی در مجموع برندهٔ ۱ مدال نقره شده‌است.